# بي قلعة (أشنوية)
بي قلعة هي قرية في مقاطعة أشنوية، إيران. عدد سكان هذه القرية هو 120 في سنة 2006.